# South Versailles
South Versailles è una township degli Stati Uniti d'America, nella contea di Allegheny nello Stato della Pennsylvania. Secondo il censimento del 2000 la popolazione è di 351 abitanti.

## Società

### Evoluzione demografica
| township di South Versailles Popolazione |     |
| 2000                                     | 351 |
| Stima al 2009                            | 318 |